# Stopplagen
Stopplagen var en svensk lagtext som ingick i hälso- och sjukvårdslagen som innebar att driften av ett regionsjukhus i varje svenskt län i Sverige skulle ske i offentlig regi. Överlät landstingen något av övriga sjukhus i respektive län till en privat entreprenör fick företaget i fråga inte göra vinst och inte heller ta emot försäkringspatienter. Det var förbjudet att fritt etablera alternativa driftsformer inom sjukvården.
Den 22 februari 2007 meddelade dåvarande socialminister Göran Hägglund att stopplagen ska avskaffas, och så skedde genom riksdagsbeslut i maj 2007.
Under maj 2017 gav Regeringen Löfven I förslag om att återinföra stopplagen, men förslaget voterades ner den gången av Centerpartiet, Moderaterna, Kristdemokraterna, Liberalerna och Sverigedemokraterna i riksdagens socialutskott.